# Скупштина САП Косова
Скупштина Социјалистичке Аутономне Покрајине Косово била је највиши орган власти у оквиру права и дужности друштвено-политичке заједнице у Социјалистичкој Аутономној Покрајини Косово, од 1945. до 1990, делујући под следећим називима:
- Обласна народна скупштина Аутономне Косовско-Метохијске Области од 1945. до 1946.
- Обласни народни одбор Аутономне Косовско-Метохијске Области од 1946. до 1963.
- Скупштина Аутономне Покрајине Косово и Метохија до 1963. до 1968.
- Скупштина Социјалистичке Аутономне Покрајине Косово од 1968. до 1990.

## Историја
Питање о настанку регионалног представничког тела које би било надлежно за просторе Косова и Метохије покренуто је већ током Другог светског рата (1941—1945), када су под окриљем Народноослободилачког покрета учињени први кораци ка формирању Обласног народноослободилачког одбора за подручје Косова и Метохије. Након ослобођења тих простора током јесени 1944. године и стабилизације тамошњих прилика почетком 1945. године, Обласни НОО Косово и Метохија изјаснио се у прилог стварања посебне аутономне области, у саставу Србије. Ту одлуку је 7. априла 1945. године прихватила Антифашистичка скупштина народног ослобођења Србије, којој су се у име Обласног НОО Косово и Метохија обратили Душан Мугоша и Мехмед Хоџа. Том приликом усвојен је и закључак о сазивању прве Обласне народне скупштине за подручје Косова и Метохије.
Обласна народна скупштина Косова и Метохије заседала је од 8. до 10. јула 1945. године у Призрену. Том приликом донет је низ одлука о будућем уређењу обласне аутономије на просторима Косова и Метохије, што је потврђено 7. августа на Трећем заседању АВНОЈ-а. То стање је озакоњено већ 1. септембра 1945. године, када је Народна скупштина Србије усвојила Закон о административној подели Србије, који је прописивао да у саставу Србије постоји и Аутономна Косовско-Метохијска Област, а затим је 3. септембра усвојен и посебан Закон о установљењу и устројству Аутономне Косовско-Метохијске Области.
Уставом Југославије из 1946. године и Уставом Србије из 1947. године, највиши орган АКМО је добио назив Обласни народни одбор. Првим Статутом АКМО, који је донет 23. маја 1948. године, а који је ступио на снагу 30. октобра 1948. године након потврде у Народној скупштини Србије, прописано је устројство Обласног народног одбора као представничког тела на подручју АКМО, а та решења су потврђена и новим Статутом АКМО, који је донет 20. фебруара 1953. године.
Новим Уставом Југославије из 1963. године и новим Уставом Србије из исте године, АКМО је уздигнута на степен покрајине, под називом Аутономна Покрајина Косово и Метохија, док је њен највиши орган добио назив Скупштина АПКиМ. Првим Статутом АПКиМ, који је усвојен 10. априла 1963. године, прописан је начин организације и рада Скупштине АПКиМ.
Доношењем уставних амандмана крајем 1968. године име покрајине је промењено у Социјалистичка Аутономна Покрајина Косово, чиме је реч „Метохија” уклоњена из назива, тако да је назив највишег органа од тада гласио Скупштина САП Косова. Уставним законом САП Косова из 1969. године, поближе је одређен и делокруг рада Скупштина САП Косова. Новим Уставом Југославије из 1974. године, САП Косово је добило право на сопствени Устав, који је усвојен исте године, а тим актом је проширен и делокруг рада Скупштине САП Косова, која је добила знатна законодавна овлашћења.
Амандманима на Устав Србије из 1989. године заустављене су тежње ка претварању САП Косова у федералну јединицу. Крајем 1989. и почетком 1990. године дошло је до продубљивања политичких подела, што је средином 1990. године довело до кризе у функционисању покрајинских органа. Део сепаратистички настројених делегата у Скупштини САП Косова одржао је 2. јула скуп у Приштини, на коме је усвојена Уставна декларација о проглашењу Републике Косово, изван састава Србије. Тиме је био извршен покушај нарушавања уставног поретка СР Србије и СФРЈ, што је изазвало реакцију надлежних државних органа. Тим поводом, Скупштина СР Србије је 5. јула 1990. године усвојила Закон о престанку рада Скупштине Социјалистичке Аутономне Покрајине Косово и Извршног већа Скупштине Социјалистичке Аутономне Покрајине Косово.
Новим Уставом Србије који је проглашен 28. септембра 1990. године, покрајини је враћен стари назив Аутономна Покрајина Косово и Метохија, а као највиши орган покрајинске аутономије била је прописана Скупштина АПКиМ. Иако је 1992. године поводом одржавања избора на свим нивоима у Србији постојала намера да се распишу и први вишестраначки избори за Скупштину АПКиМ, то није могло бити реализовано због сложених политичких прилика и бојкота албанских сепаратиста. Слична ситуација се поновила и 1996. године, приликом одлучивања о расписивању избора на свим нивоима у Србији, те стога ни тада није било могуће расписати изборе за Скупштину АПКиМ. Након краја рата на Косову и Метохији 1999. године и успостављања мисије УНМИК, питање о организацији власти на том простору добило је сасвим нове димензије. Упркос томе, Србија је и у новом Уставу из 2006. године дефинисала низ кључних питања која су се односила на АПКиМ, прописавши постојање покрајинских скупштина као највиших органа власти у аутономним покрајинама, али званични избори за Скупштину АПКиМ нису расписани.

## Председници Скупштине
| Председници представничког органа АКМО—АПКиМ—САПК     | Председници представничког органа АКМО—АПКиМ—САПК | Председници представничког органа АКМО—АПКиМ—САПК | Председници представничког органа АКМО—АПКиМ—САПК |
| име и презиме                                         | почетак мандата                                   | крај мандата                                      | напомена                                          |
| ----------------------------------------------------- | ------------------------------------------------- | ------------------------------------------------- | ------------------------------------------------- |
| Председник Обласне народне скупштине АКМО 1945—1946.  |                                                   |                                                   |                                                   |
| Фадиљ Хоџа                                            | 11. јул 1945.                                     | 31. јануар 1946.                                  |                                                   |
| Председници Обласног народног одбора АКМО 1946—1963.  |                                                   |                                                   |                                                   |
| Фадиљ Хоџа                                            | 31. јануар 1946.                                  | 20. фебруар 1953.                                 |                                                   |
| Исмет Шаћири                                          | 20. фебруар 1953.                                 | 12. децембар 1953.                                |                                                   |
| Ђорђије Пајковић                                      | 12. децембар 1953.                                | 5. мај 1956.                                      |                                                   |
| Павле Јовићевић                                       | 5. мај 1956.                                      | 4. април 1960.                                    |                                                   |
| Душан Мугоша                                          | 4. април 1960.                                    | 18. јун 1963.                                     |                                                   |
| Председници Скупштине АП Косова и Метохије 1963—1968. |                                                   |                                                   |                                                   |
| Станоје Аксић                                         | 18. јун 1963.                                     | 24. јун 1967.                                     |                                                   |
| Фадиљ Хоџа                                            | 24. јун 1967.                                     | 7. мај 1969.                                      |                                                   |
| Председници Скупштине САП Косова 1968—1990.           |                                                   |                                                   |                                                   |
| Иљаз Куртеши                                          | 7. мај 1969.                                      | 6. мај 1974.                                      |                                                   |
| Иљаз Куртеши                                          | 6. мај 1974.                                      | 4. мај 1978.                                      |                                                   |
| Душан Ристић                                          | 4. мај 1978.                                      | 25. септембар 1981.                               | поднео оставку 6. августа 1981.                   |
| Илија Вакић                                           | 25. септембар 1981.                               | 5. мај 1982.                                      |                                                   |
| Илија Вакић                                           | 5. мај 1982.                                      | 5. мај 1983.                                      |                                                   |
| Илија Ђукић                                           | 5. мај 1983.                                      | мај 1984.                                         |                                                   |
| Бајрам Селими                                         | мај 1984.                                         | мај 1985.                                         |                                                   |
| Бајрам Селими                                         | мај 1985.                                         | мај 1986.                                         |                                                   |
| Светислав Долашевић                                   | 5. мај 1986.                                      | 5. мај 1987.                                      |                                                   |
| Светислав Долашевић                                   | 5. мај 1987.                                      | 5. мај 1988.                                      |                                                   |
| Вукашин Јокановић                                     | 5. мај 1988.                                      | 5. мај 1989.                                      |                                                   |
| Вукашин Јокановић                                     | 5. мај 1989.                                      | 4. децембар 1989.                                 |                                                   |
| Ђорђе Божовић                                         | 4. децембар 1989.                                 | 5. јул 1990.                                      |                                                   |